# Every Sperm Is Sacred

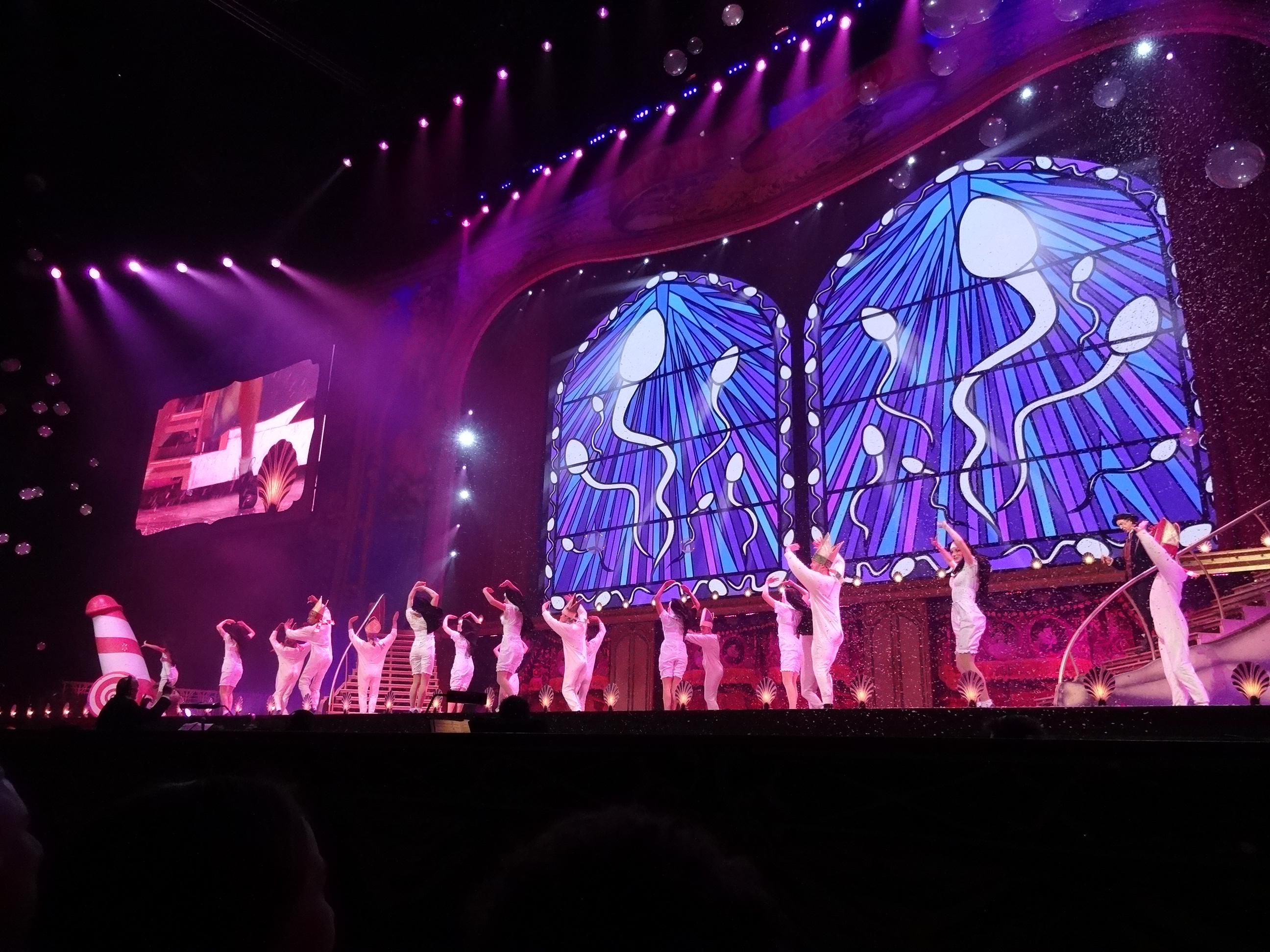
“Every Sperm Is Sacred” interpretada en la reunión de Python, Monty Python Live (Mostly) en 2014.

Every Sperm Is Sacred (Todo esperma es sagrado) es una canción de la película El sentido de la vida del grupo humorístico británico Monty Python. Michael Palin y Terry Jones escribieron la letra e interpretaron el sketch y la canción.
La canción es una sátira sobre las enseñanzas católicas sobre la reproducción, que prohíben la masturbación y la contracepción mediante medios artificiales. Fue lanzada en el álbum Monty Python Sings y fue nominada a un premio BAFTA Music Award por Mejor Canción Original en una Película en 1983.
El sketch está protagonizado por un padre católico (interpretado por Michael Palin), su esposa (interpretada por Terry Jones) y sus 63 hijos, que van a ser vendidos para experimentación médica porque sus padres ya no pueden permitirse cuidar de una familia tan grande. Cuando sus hijos les preguntan por qué no recurrieron a métodos contraceptivos o la esterilización, el padre explica que eso iría contra la voluntad de Dios. En ese contexto comienza a cantar la canción.
La película El sentido de la Vida fue coreografiada por Arlene Phillips a partir de un guion gráfico del director Terry Jones. La naturaleza optimista del número musical se contrapone cuando al terminar la canción los niños marchan a su destino, entonando una versión amarga del coro. Every Sperm Is Sacred es una parodia que imita el estilo de la canción Consider Yourself del musical Oliver! de Lionel Bart.